# Ascopolyporus polychrous
Ascopolyporus polychrous är en svampart som beskrevs av Möller 1901. Ascopolyporus polychrous ingår i släktet Ascopolyporus och familjen Cordycipitaceae.   Inga underarter finns listade i Catalogue of Life.